# 全日本中学校バレーボール選手権大会
全日本中学校バレーボール選手権大会（ぜんにほんちゅうがっこうバレーボールせんしゅけんたいかい）は毎年8月に全国中学校体育大会開催ブロックで行われるバレーボール大会。
第1回大会は1971年に開催され、1975年以降は全中開催ブロックで開催されている。

## 大会方式
9ブロックに分けられた地域予選を勝ち上がった35校に開催地からの1校を加えた36校が出場。
全出場校を4校1グループの計9グループに分けて予選リーグを戦い、各グループ上位3校がノックアウト方式の決勝トーナメントに進み、勝ち抜けば優勝。

## 歴代優勝校
| 回 | 年度 | 開催地                 | 男子優勝           | 男子準優勝           | 女子優勝               | 女子準優勝             |
| -- | ---- | ---------------------- | ------------------ | -------------------- | ---------------------- | ---------------------- |
| 1  | 1971 | 東京（世田谷区）       | 鉢山クラブ（東京） | 直方第三（福岡）     | 下川沿（秋田）         | 大船（神奈川）         |
| 2  | 1972 | 東京（世田谷区）       | 向丘（神奈川）     | 菊間（愛媛）         | 雄新（愛媛）           | 平野（大阪）           |
| 3  | 1973 | 東京（世田谷区）       | 三島東（愛媛）     | 冨士見台（東京）     | 八王子第二（東京）     | 蒲生（大阪）           |
| 4  | 1974 | 東京（世田谷区）       | 向丘（神奈川）     | 三木（兵庫）         | 古河第一（茨城）       | 長洲（大分）           |
| 5  | 1975 | 東京（世田谷区）       | 東久留米南（東京） | 塚沢（群馬）         | 蒲生（大阪）           | 出雲（東京）           |
| 6  | 1976 | 東京（世田谷区）       | 谷田部（茨城）     | 城南（佐賀）         | 蒲生（大阪）           | 笠利（鹿児島）         |
| 7  | 1977 | 東京（世田谷区）       | 斑鳩（奈良）       | 出雲（東京）         | 八王子第二（東京）     | 大川（香川）           |
| 8  | 1978 | 東京（世田谷区）       | 東野（熊本）       | 大川（福岡）         | 蒲生（大阪）           | 古河第一（茨城）       |
| 9  | 1979 | 東京（世田谷区）       | 浜松北部（静岡）   | 東野（熊本）         | 古河第一（茨城）       | 龍野西（兵庫）         |
| 10 | 1980 | 東京（渋谷区）         | 古河第二（茨城）   | 菊池南（熊本）       | 蒲生（大阪）           | 龍野西（兵庫）         |
| 11 | 1981 | 東京（渋谷区）         | 伊藤（東京）       | 塚沢（群馬）         | 墨坂（長野）           | 御成（神奈川）         |
| 12 | 1982 | 東京（渋谷区）         | 光丘（神奈川）     | 生田（神奈川）       | 真岡（栃木）           | 府中第五（東京）       |
| 13 | 1983 | 東京（渋谷区）         | 長浜東（滋賀）     | 桑山（山口）         | 文京第十（東京）       | 真岡（栃木）           |
| 14 | 1984 | 兵庫（尼崎・西宮市）   | 竜海（愛知）       | 生田（神奈川）       | 文京第十（東京）       | 中之条第一（群馬）     |
| 15 | 1985 | 北海道（旭川）         | 十文字（秋田）     | 津幡（石川）         | 文京第十（東京）       | 蒲生（大阪）           |
| 16 | 1986 | 東京（世田谷区）       | 上の宮（神奈川）   | 稲田（神奈川）       | 高崎第三（群馬）       | 文京第十（東京）       |
| 17 | 1987 | 静岡（静岡市）         | 下館北（茨城）     | 祇園東（広島）       | 古川（宮城）           | 茗台（東京）           |
| 18 | 1988 | 宮城（仙台市）         | 東出雲（島根）     | 生田（神奈川）       | 花栗（埼玉）           | 東陽（大阪）           |
| 19 | 1989 | 広島（広島市）         | 菟田野（奈良）     | 押部谷（兵庫）       | 倉賀野（群馬）         | 文京学園女子（東京）   |
| 20 | 1990 | 愛媛（松山市）         | 塚口（兵庫）       | 西原東（沖縄）       | 文京学園女子（東京）   | 倉賀野（群馬）         |
| 21 | 1991 | 宮崎（都城市）         | 陵西（山形）       | 酒田第四（山形）     | 雄新（愛媛）           | 文京女子大（東京）     |
| 22 | 1992 | 石川（金沢市）         | 相陽（神奈川）     | 大成（兵庫）         | 山里（長崎）           | 裾花（長野）           |
| 23 | 1993 | 滋賀（守山市）         | 菟田野（奈良）     | 足立第四（東京）     | 豊陽（大分）           | 共栄学園（東京）       |
| 24 | 1994 | 北海道（江別市）       | 菟田野（奈良）     | 上牧（奈良）         | 四天王寺（大阪）       | 杵築（大分）           |
| 25 | 1995 | 茨城（土浦市）         | 八幡東（滋賀）     | 小布施（長野）       | 四天王寺（大阪）       | 成徳学園（東京）       |
| 26 | 1996 | 岐阜（岐阜市・高富町） | 駒形（東京）       | 古河第二（茨城）     | 裾花（長野）           | 大津（兵庫）           |
| 27 | 1997 | 香川（善通寺市）       | 駒形（東京）       | 郡（長崎）           | 四天王寺（大阪）       | 成徳学園（東京）       |
| 28 | 1998 | 山形（山形市）         | 駒形（東京）       | 山形第八（山形）     | 四天王寺（大阪）       | 共栄学園（東京）       |
| 29 | 1999 | 新潟                   | 小松川第三（東京） | 古川西（宮城）       | 成徳学園（東京）       | 就実（岡山）           |
| 30 | 2000 | 長崎（佐世保）         | 山形第八（山形）   | 佐良浜（沖縄）       | 共栄学園（東京）       | 文京女子大（東京）     |
| 31 | 2001 | 広島                   | 江別中央（北海道） | 小松川第三（東京）   | 成徳学園（東京）       | 第二南砂（東京）       |
| 32 | 2002 | 奈良                   | 城南（広島）       | 安佐南（広島）       | 文京学院大女（東京）   | 共栄学園（東京)        |
| 33 | 2003 | 北海道（釧路）         | 安田学園（東京）   | サレジオ（東京）     | 文京学院大女（東京）   | 八王子実践（東京）     |
| 34 | 2004 | 神奈川                 | 安田学園（東京）   | 駿台学園（東京）     | 裾花（長野）           | 杵築（大分)            |
| 35 | 2005 | 三重                   | サレジオ（東京）   | 江別中央（北海道）   | 裾花（長野）           | 大阪国際大和田（大阪） |
| 36 | 2006 | 徳島                   | 余土（愛媛）       | 日宇（長崎）         | 文京学院大女（東京）   | 築上東（福岡）         |
| 37 | 2007 | 岩手（北上）           | 守山北（愛知）     | 岩槻（埼玉）         | 文京学院大女（東京）   | 八王子実践（東京）     |
| 38 | 2008 | 石川（金沢）           | 駿台学園（東京）   | 引野（福岡）         | 四天王寺羽曳丘（大阪） | 文京学院大女（東京）   |
| 39 | 2009 | 大分                   | 駿台学園（東京）   | 富士見東（埼玉）     | 共栄学園（東京）       | 大阪国際大和田（大阪） |
| 40 | 2010 | 岡山                   | 駿台学園（東京）   | 遠賀（福岡）         | 裾花（長野）           | 八王子実践（東京）     |
| 41 | 2011 | 大阪                   | 駿台学園（東京）   | 田検・久志（鹿児島） | 大阪国際大和田（大阪） | 安佐南（広島）         |
| 42 | 2012 | 東京                   | 皇子山（滋賀）     | 駿台学園（東京）     | 北沢（東京）           | 文京学院大（東京）     |
| 43 | 2013 | 愛知（岡崎市）         | 駿台学園（東京）   | サレジオ（東京）     | 裾花（長野）           | 金蘭会（大阪）         |
| 44 | 2014 | 高知（南国市）         | 渕江（東京）       | 郡（長崎）           | 金蘭会（大阪）         | 裾花（長野）           |
| 45 | 2015 | 北海道（旭川市）       | 光野（石川）       | 駿台学園（東京）     | 裾花（長野）           | 北沢（東京）           |
| 46 | 2016 | 富山（黒部市）         | 昇陽（大阪）       | 駿台学園（東京）     | 金蘭会（大阪）         | 諫早（長崎）           |
| 47 | 2017 | 宮崎（宮崎市・都城市） | 駿台学園（東京）   | サレジオ（東京）     | 金蘭会（大阪）         | 共栄学園（東京）       |
| 48 | 2018 | 島根（松江市）         | 昇陽（大阪）       | 日宇（長崎）         | 文京学院大女（東京）   | 諫早（長崎）           |
| 49 | 2019 | 和歌山（和歌山市）     | 駿台学園（東京）   | 山形第六（山形）     | 金蘭会（大阪）         | 八王子実践（東京）     |
| 51 | 2021 | 埼玉（さいたま）       | 渕江（東京）       | 菟田野（奈良）       | 金蘭会（大阪）         | 北沢（東京）           |
| 52 | 2022 | 秋田（秋田）           | 修学舎（静岡）     | 菟田野（奈良）       | 金蘭会（大阪）         | 大阪国際（大阪）       |
| 53 | 2023 | 愛媛                   | 中之口（新潟）     | 太宰府U14（福岡）    | 金蘭会（大阪）         | 北沢（東京）           |
| 54 | 2024 | 福井                   | 安田学園（東京）   | 城南（広島）         | 金蘭会（大阪）         | 諫早（長崎）           |
| 55 | 2025 | 長崎                   | 清風（大阪）       | 駿台学園（東京）     | 金蘭会（大阪）         | 東京立正               |
| 56 | 2026 | 広島                   | （）               | （）                 | （）                   | （）                   |
| 57 | 2027 | 京都                   | （）               | （）                 | （）                   | （）                   |
| 58 | 2028 | 群馬                   | （）               | （）                 | （）                   | （）                   |